# Hassan Juma
Hassan Juma – kenijski piłkarz grający na pozycji lewego obrońcy. W swojej karierze rozegrał 8 meczów w reprezentacji Kenii.

## Kariera klubowa
W swojej karierze piłkarskiej Juma grał w klubie AFC Leopards.

## Kariera reprezentacyjna
W reprezentacji Kenii Juma zadebiutował 1 sierpnia 1987 roku w przegranym 0:1 meczu Igrzysk Afrykańskich 1987 z Tunezją, rozegranym w Kasarani. Z Kenią zajął 2. miejsce w tym turnieju. W 1988 roku wystąpił w Pucharze Narodów Afryki 1988, w trzech grupowych meczach, z Nigerią (0:3), z Egiptem (0:3) i z Kamerunem (0:0). Od 1987 do 1988 wystąpił w kadrze narodowej 8 razy.